# Sybra savioi
Sybra savioi là một loài bọ cánh cứng trong họ Cerambycidae.